# Esmoriz Ginásio Clube
L'Esmoriz GC est un club portugais de volley-ball fondé en 1967 et basé à Esmoriz.

## Bilan sportif

### Palmarès
| Compétitions nationales                                                                         | Compétitions internationales |
| - Championnat du Portugal : - Vainqueur : 1983, 1984. - Coupe du Portugal : - Vainqueur : 1985. | - Néant.                     |

### Bilan par saison
| Saison    | Championnat national | Championnat national | Championnat national | Championnat national | Championnat national | Championnat national | Championnat national | Championnat national | Coupe du Portugal | Supercoupe du Portugal | Coupes européennes | Coupes européennes | Coupes européennes | Coupes européennes |
| Saison    | Niveau               | Division             | Classement           | Pts                  | MJ                   | V                    | D                    | Playoffs             | Coupe du Portugal | Supercoupe du Portugal | Niveau             | Compétition        | Résultat           |                    |
| --------- | -------------------- | -------------------- | -------------------- | -------------------- | -------------------- | -------------------- | -------------------- | -------------------- | ----------------- | ---------------------- | ------------------ | ------------------ | ------------------ | ------------------ |
| 2010-2011 | 1                    | Division A1          | 8e/12                | 22                   | 22                   | 8                    | 14                   |                      | 1/8e de finale    | -                      | -                  | -                  | -                  |                    |
| 2011-2012 | 1                    | Division A1          | 11e/12               | 11                   | 22                   | 4                    | 18                   | -                    | 1/8e de finale    | -                      | -                  | -                  | -                  |                    |
| 2012-2013 | 1                    | Division A1          | 6e/12                | 35                   | 22                   | 12                   | 10                   | 6e/6                 | 1/8e de finale    | -                      | -                  | -                  | -                  |                    |
| 2013-2014 | 1                    | Division A1          | 9e/12                | 20                   | 22                   | 7                    | 15                   | -                    | 1/16e de finale   | -                      | -                  | -                  | -                  |                    |
| 2014-2015 | 1                    | Division A1          | 10e/12               | 20                   | 22                   | 7                    | 15                   | -                    | 1/4 de finale     | -                      | -                  | -                  | -                  |                    |
| 2015-2016 | 1                    | Division A1          | 9e/12                | 21                   | 22                   | 7                    | 15                   | -                    | 1/8e de finale    | -                      | -                  | -                  | -                  |                    |
| 2016-2017 | 1                    | Division A1          | 6e/12                | 32                   | 22                   | 11                   | 11                   | -                    | 1/4 de finale     | -                      | -                  | -                  | -                  |                    |
| 2017-2018 | 1                    | Division A1          | 11e/13               | 20                   | 24                   | 6                    | 18                   | -                    | 1/4 de finale     | -                      | -                  | -                  | -                  |                    |
| 2018-2019 | 1                    | Campeonato Nacional  | 6e/14                | 45                   | 26                   | 16                   | 10                   | -                    | 1/4 de finale     | -                      | -                  | -                  | -                  |                    |
| 2019-2020 | 1                    | Campeonato Nacional  | 6e/14                | 40                   | 24                   | 13                   | 11                   | -                    | 1/8e de finale    | -                      | -                  | -                  | -                  |                    |
| 2020-2021 | 1                    | Campeonato Nacional  | 3e/15                | 25                   | 12                   | 9                    | 3                    | 5e/8                 | 1/8e de finale    | -                      | -                  | -                  | -                  |                    |
| 2021-2022 | 1                    | Campeonato Nacional  | 5e/14                | 25                   | 13                   | 9                    | 4                    | 1/2 finales          | 1/4 de finale     | -                      | -                  | -                  | -                  |                    |
| 2022-2023 | 1                    | Campeonato Nacional  | 4e/14                | 31                   | 13                   | 10                   | 3                    | 6e/8                 | 1/8e de finale    | -                      | -                  | -                  | -                  |                    |

## Joueurs et personnalités du club

### Entraîneurs
- 2006-2008 :  Carlos Simão
- 2008-2009 :  Rui Pedro Silva
- 2009-2012 :  André Fernando Sá
- 2017-2020 :  Bruno Lima
- 2021- :  Bruno Lima